# St. Bartholomäus (Eschenau)

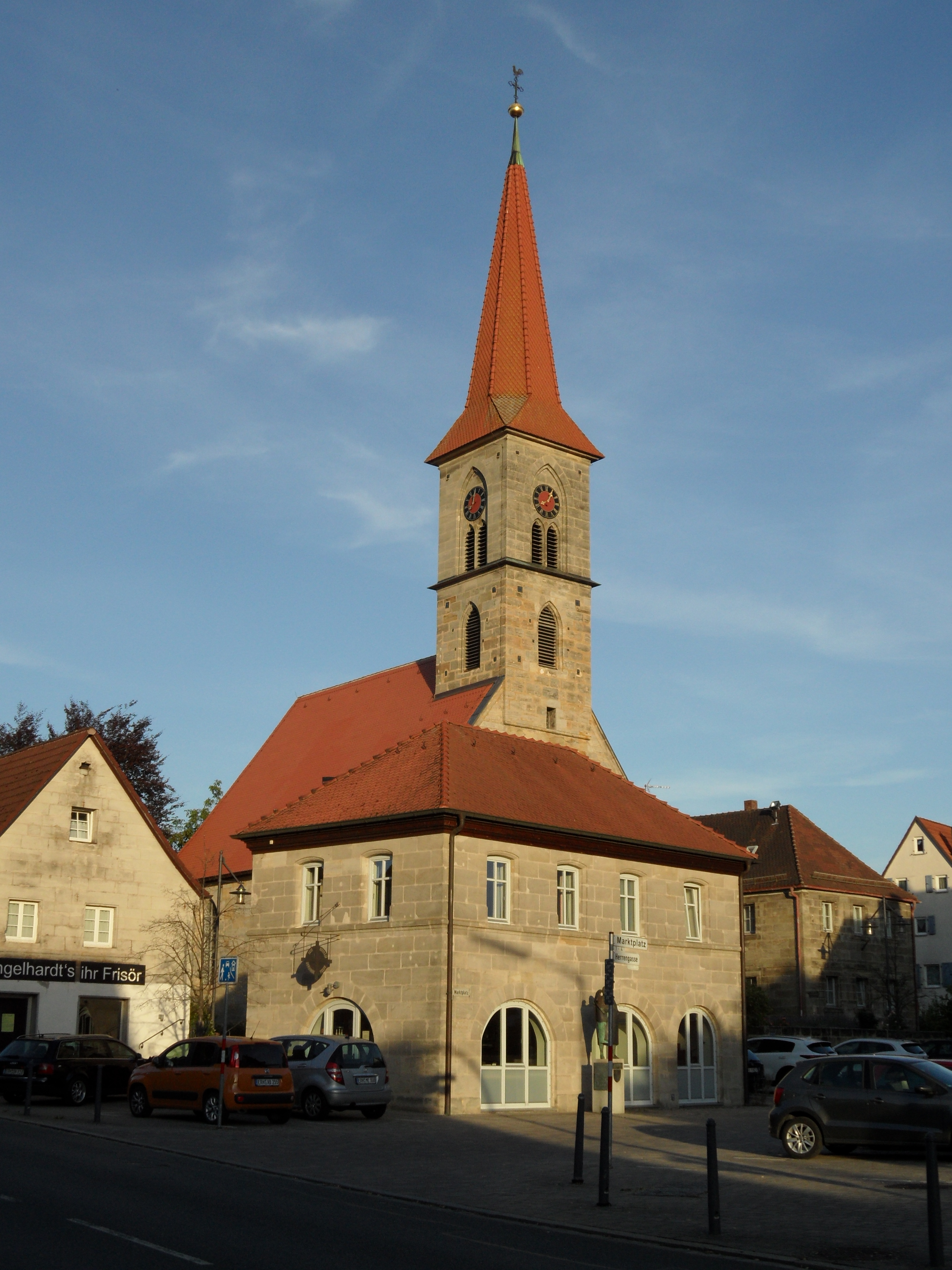
St. Bartholomäus (Eschenau)

Die evangelische, denkmalgeschützte Kirchengebäude St. Bartholomäus ist die Pfarrkirche von Eschenau, einem Ortsteil der Gemeinde Eckental im Landkreis Erlangen-Höchstadt (Mittelfranken, Bayern). Das Bauwerk ist unter der Denkmalnummer D-5-72-121-21 als Baudenkmal in der Bayerischen Denkmalliste eingetragen. Die Kirchengemeinde gehört zum  Dekanat Erlangen im Kirchenkreis Nürnberg der Evangelisch-Lutherischen Kirche in Bayern.

## Geschichte und Beschreibung
Die Kirche, deren Ursprünge im späten 13. Jahrhundert liegen, war Familien- und Grabkirche der Muffel von Eschenau. Unter Jakob Muffel wurde 1526 die Reformation eingeführt. 1780 stürzte das Gebäude ein und musste wiederaufgebaut werden.
Der eingezogene, rechteckige Chor im Osten der Saalkirche aus Quadermauerwerk und Teile der Fassade im Westen stammen aus dem 14. Jahrhundert. Das Langhaus wurde 1472–74 verbreitert, deshalb musste die Dachkonstruktion für das Satteldach geändert werden. Der Fassadenturm ist vollständig in das Langhaus eingestellt. Sein oberstes Geschoss, das die Turmuhr und den Glockenstuhl beherbergt, und seinen achtseitigen spitzen Helm erhielt er erst 1902. 
Der Innenraum des Langhauses mit ist mit einem hölzernen Tonnengewölbe überspannt. Er hat umlaufende Emporen. Im Erdgeschoss des Kirchturms, das mit einem Kreuzrippengewölbe überspannt ist, wurden Wandmalereien aus dem 14. Jahrhundert freigelegt. Zur Kirchenausstattung gehören ein um 1783 gebauter Altar, die Mitte des 18. Jahrhunderts errichtete Kanzel und ein Taufbecken aus dem 15. Jahrhundert. Die Orgel mit 18 Registern, davon 13 auf zwei Manuale verteilt, wurde 1964 von Paul Ott im Prospekt der von Elias Hößler 1734 gebauten Orgel eingebaut.